# Im Gyeong-eop
Im Kyŏng-ŏp (hangeul : 임경업 ; hanja : 林慶業 ; RR : Im Gyeong-eop ; MR : Im Kyŏng-ŏp) est un général coréen de l'ère Joseon né en 1594 et mort en 1646. Il prend part à la Première invasion mandchoue de la Corée et à la Seconde invasion mandchoue de la Corée. Il est l'objet d'une production littéraire importante comme le Im Gyeongeop jeon (en), souvent mis en scène comme un héros national.